# Mo gong
Mo gong (墨攻), comercialitzada internacionalment com A Battle of Wits, és una pel·lícula de guerra de 2006 basada en la novel·la històrica japonesa (títol rōmaji: Bokkō o Bokukō lit. "atac moïsta") de Ken'ichi Sakemi; així com la sèrie de manga Bokko de Hideki Mori.Dirigida per Jacob Cheung, la pel·lícula va protagonitzar Andy Lau, Ahn Sung-ki, Wang Zhiwen, Fan Bingbing, Nicky Wu i Choi Siwon. Aquesta va ser una producció conjunta entre la Xina continental, Hong Kong, el Japó i Corea del Sud.

## Argument
La pel·lícula està ambientada a la Xina l'any 370 aC durant el període dels Estats Combatents. Un exèrcit massiu de l'estat de Zhao està en camí d'atacar l'estat de Yan. Liang, una ciutat-estat a la frontera Zhao-Yan, està en perill de ser conquerida per l'exèrcit de Zhao. Ge Li, un moïsta, ve a Liang per ajudar a defensar la ciutat. Tot i que el rei de Liang ja ha planificat converses de pau amb els invasors, Ge Li aconsegueix convèncer-lo i a la gent de Liang perquè oposin resistència advertint-los de les conseqüències de la rendició. També promet al rei que els invasors renunciaran a Liang si no aconsegueixen conquerir-lo en un mes, perquè el seu objectiu principal és en realitat l'estat Yan. El Rei té dubtes sobre la idea de Ge Li, però encara posa en Ge al comandament del seu exèrcit.
Ge Li crea un baluard i diverses trampes per aturar l'avanç de l'exèrcit Zhao. Quan insisteix que Zituan lideri els arquers, Liang Shi (el príncep Liang) s'enfada perquè veu que l'habilitat de tir amb arc d'en Zituan és inferior a la seva. Tot i que Zituan després demostra ser un millor arquer, l'estil de treball de Ge Li el posa en desacord amb Liang Shi i els altres generals de Liang. Ge Li també es troba breument amb Xiang Yanzhong, el comandant en cap de l'exèrcit Zhao, per a un joc de taula fora de la ciutat per entendre's millor. Durant el primer atac de Zhao, les tàctiques de defensa de Ge Li van funcionar bé: un general Zhao va ser assassinat i els invasors es van veure obligats a retirar-se, però les forces de Liang també van patir pèrdues per una escaramussa amb infiltrats Zhao dins de la ciutat. L'èxit de Ge Li li fa guanyar el suport de la gent i es converteix en un heroi molt venerat. Yiyue, una comandant de cavalleria, s'enamora de Ge Li, però, Ge Li es resisteix a acceptar els seus sentiments per ell i intenta traçar límits entre ells. Una nit, Ge Li i Yiyue exploren el campament de Zhao i descobreixen que l'enemic està excavant túnels per evitar les defenses de la seva ciutat. Ge Li va utilitzar això al seu avantatge per atraure els soldats Zhao a una emboscada i després segellar les sortides del túnel. El general de Liang Niu Zizhang massacra els soldats Zhao capturats tot i que se'ls va prometre que se'ls salvaria la vida si deposaven les armes.
Mentrestant, el rei se sent amenaçat quan veu la creixent popularitat de Ge Li, així que planeja que Ge destitueixi el seu càrrec i l’executi amb càrrecs falsos. Al mateix temps, les forces de Liang reben notícies que l'exèrcit Zhao s'ha retirat. Ge Li planeja deixar Liang ja que la seva missió s'ha completat. Surt per comprovar que l'exèrcit Zhao realment es retira. Quan torna, és aturat fora de les portes i se l'acusa d'haver iniciat una guerra amb falses pretensions i de conspirar per apoderar-se del tron. Just quan els soldats de Liang estan a punt de matar en Ge Li, Liang Shi apareix, fingeix lluitar amb Ge i en secret li diu a Ge que el prengui com a ostatge per tal de guanyar temps perquè Ge escapi. Ge Li aconsegueix escapar, però Liang Shi és assassinat per una pluja de fletxes destinada a Ge Li. Yiyue denuncia el rei i és condemnat a mort. El rei també la deixa muda per evitar que parli contra ell. Zituan es nega a girar-se contra Ge Li, així que es talla el braç dret i abandona l'exèrcit de Liang.
Una nit, just quan Yiyue està a punt de ser executat, l'exèrcit Zhao llança un atac sorpresa i agafa completament desprevinguts els defensors de Liang. La retornen a la presó. En lloc de centrar-se a lluitar contra els invasors, el rei ordena als seus soldats que matin els que intentin escapar de la ciutat. Liang finalment cau en mans de l'exèrcit Zhao, i el rei i la seva gent són capturats. Zituan i els seus arquers aconsegueixen escapar de Liang i s'uneixen a Ge Li fora de la ciutat. Xiang Yanzhong envia un missatge a Ge Li, en el qual amenaça amb matar la gent de Liang si Ge no torna a Liang per trobar-se amb ell. Ge Li torna a Liang sol i accepta jugar de nou al joc de taula amb Xiang Yanzhong dins d'una torre. Acorden que només el guanyador pot sortir de la torre. Mentrestant, Zituan i els seus homes inunden les zones vigilades per les forces de Zhao i llançar un atac. En veure que els reforços han arribat, la gent de Liang s'aixeca contra els invasors Zhao i aconsegueixen derrotar-los i expulsar-los de la ciutat. Xiang Yanzhong es nega a abandonar la torre perquè sent que ha perdut. Després de la batalla, el rei passa pel costat de la torre, veu Xiang Yanzhong i ordena que Xiang sigui assassinat. Mentre la gent de Liang s'alegra de la seva victòria, Ge Li corre a la presó inundada per trobar a Yiyue, però arriba massa tard perquè ella no pot demanar-li ajuda i ja s'ha ofegat.
Abans que acabi la pel·lícula, Ge Li marxa amb alguns orfes per promoure la pau entre els diferents estats en guerra. El rei de Liang es troba amb la seva caiguda cinc anys més tard: el poble ja no aguanta la seva crueltat i el derroquen i l'executen. Finalment, l'estat Qin conquereix tots els altres estats i unitats de la Xina sota la dinastia Qin.

## Repartiment
- Andy Lau com a Ge Li, el Mohist que lidera la defensa de Liang.
- Fan Bingbing com a Yiyue, un comandant de cavalleria Liang.
- Wang Zhiwen com el rei de Liang
- Nicky Wu com a Zituan, el cap dels arquers de Liang.
- Choi Siwon com a Liang Shi, el príncep de Liang.
- Ahn Sung-ki com a Xiang Yanzhong, el comandant en cap de l'exèrcit Zhao.
- Wu Ma com el Tutor Reial de Liang
- Yu Chenghui com a Dongbo, un general de Liang.
- Chin Siu-ho com a Niu Zizhang, un general de Liang.
- Xu Xiangdong com a Wei Xiang, un general de Zhao.